# De gebroeders Weeromstuit
Tom Poes en de gebroeders Weeromstuit of kortweg De gebroeders Weromstuit of De gebroeders Weeromstuit) is het 50e verhaal uit de Bommelsaga, geschreven en getekend door Marten Toonder. Het verhaal verscheen voor het eerst op 18 augustus 1952 en liep tot 23 oktober van dat jaar.

## Samenvatting
Heer Bommel koopt op een veiling een oud dagboek met schatkaart van een beruchte piraat. Maar zijn nakomelingen willen die schat ook. Het gaat om tweelingbroers. De goede broer probeert Heer Bommel en Tom Poes te beschermen tegen zijn kwade broer. Er ontstaat een lange afwisselende achtervolging om de schat te bereiken. Uiteindelijk geven de broers het op en gaan in het vreemdelingenlegioen.

## Voetnoot
1. ↑  De oblong-uitgave van De Bezige Bij vermeldt op de kaft Weeromstuit met ee en vervolgt binnenin met e, zoals in de krantenstrip! Volledige Werken (laatste door Marten Toonder geautoriseerde uitgave) geeft: Tom Poes en de gebroeders Weeromstuit.